# 饥饿之石

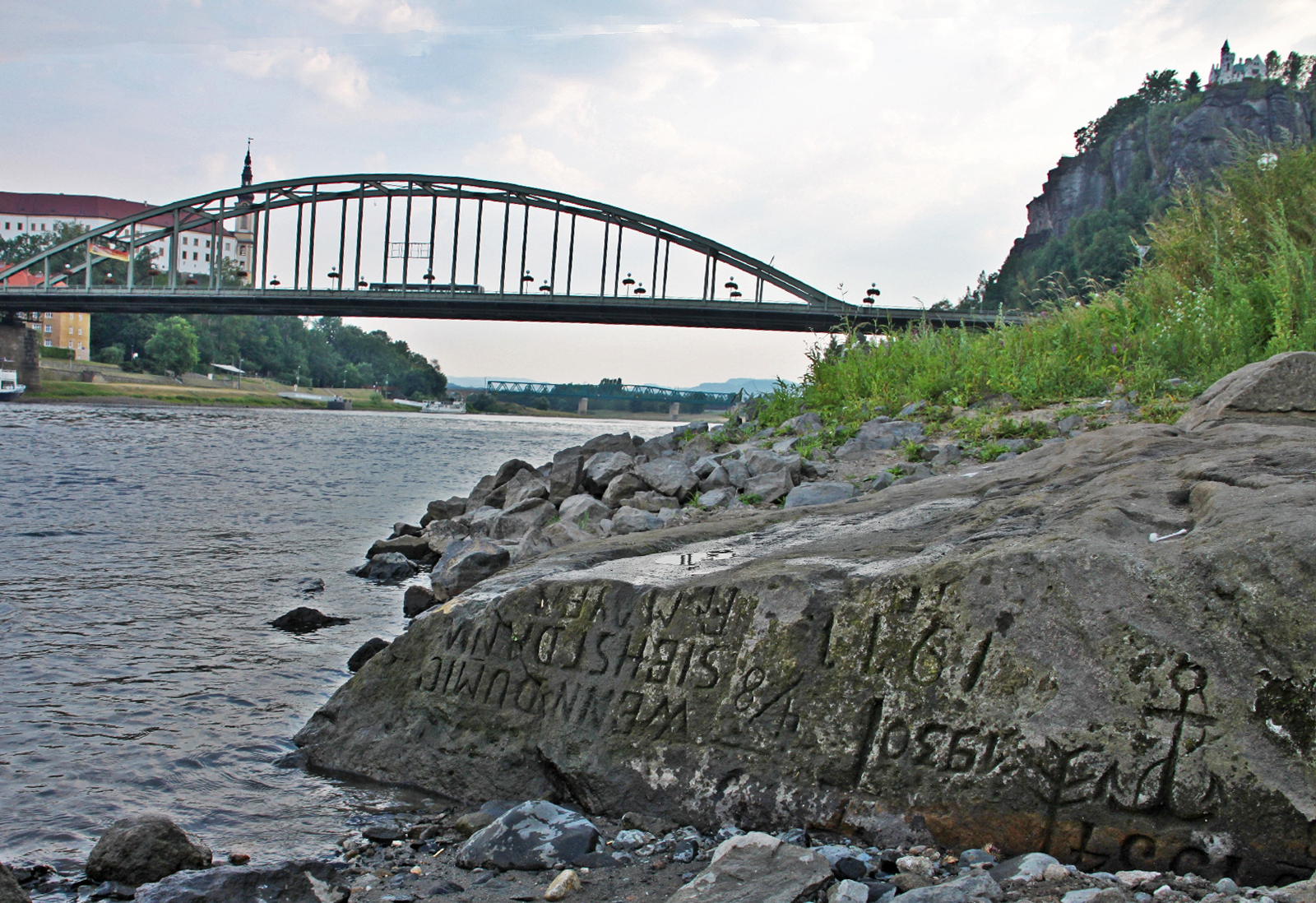
捷克杰钦易北河畔的一块饥饿之石

饥饿之石（德語：Hungerstein）是中欧地区的一种常见的水文地标，通常为15至19世纪期间在德国及德意志人定居点地区树立，用以纪念饥荒和警告之用，
在干旱期间，这些石头被嵌入河流中，以标记水位，以此警告后世，如果水位再次下降到这一水平，他们将不得不忍受与饥荒相关的苦难。捷克共和国杰钦易北河上的一个饥饿之石上面刻着“Wenn du mich siehst，dann weine”（如果你看到我，那就哭泣吧）作为警告。
在1816-1817年坦博拉火山爆发造成的饥饿危机之后竖立的饥饿之石有许多以雕刻或其他艺术品为特色。
1918年，杰钦易北河河床上的饥饿之石在第一次世界大战期间发生饥荒的低水位期间暴露出来。在2018年的干旱期间，河里再次发现了类似的饥饿之石，最近一次是在2022年欧洲干旱期间。